# SO(3)上的卡
在数学中，三维空间内的特殊正交群，也被称为旋转群的SO(3)，是一个典型的流形。在不同的SO(3)上的卡中，建立的坐标系互不相同:从这个角度讲，不能说哪种参数很适合描述旋转。由于存在三个自由度，因此SO(3)的维数是3。在不同的应用中需要使用不同的坐标系，因此如何从一个坐标系转换到另一个坐标系是一个潜在的问题。

## 旋转空间
在几何中，旋转群是所有关于三维欧几里得空间R3原点的，具有复合函数的旋转矩阵组成的群。 根据定义，关于原点的旋转是保持向量的长度和空间方向（即左旋或右旋）不变的线性变换。保持长度不变而逆转方向的变换叫做非合理旋转。三维欧几里得空间内在正常旋转后面接着做关于经过原点平面的反射。
两个旋转的复合是一个新的旋转；每个旋转都有唯一的逆旋转；且存在幺元（单位矩阵）。基于上面这些性质，所有旋转矩阵组成的集合是拥有复合操作的群。而且，旋转群因其操作是光滑的而具有天然的流形结构；因此，它也是一个李群。旋转群经常用SO(3)表示，其原因将在下面解释。
旋转空间与旋转操作以及“行列式为1的正交矩阵”之间是拓扑同构的。它还与内积操作下的四元数表示，以旋转向量和由其对应矩阵构建的复合操作构成的空间同构。
旋转的向量表示法最开始来源于欧拉旋转定理中描述的任何三维空间中的旋转都可以用一系列旋转轴和旋转角来表示。这样，我们可以用球面坐标的两个角度表示旋转轴，再用向量的长度表示旋转角。这些向量就构成了在三维空间内的具有特殊拓扑结构的球。

## 可视化超球体
我们可以把所有绕xy平面内轴旋转构成的空间当成三维空间内的球体{\displaystyle S^{3}}，也就是四维欧几里得空间内的圆盘的边界。我们首先要用四维嵌入曲面上的点表示一个旋转。
用半径来表示旋转角度的方法并不是显而易见的。这和在球体上定义北极点后形成的纬度线有关，在下面会详细解释。
我们用三维空间球体的北极点作为单位旋转的对应点。对于单位旋转来说，无法定义旋转轴，旋转角度（0）也是无关紧要的。对应于一个非常小转角的旋转可以用平行于xy平面，并且非常接近于北极点的一个小横截面表示。由这个横截面产生的圆非常的小，对应于小的旋转角。当旋转角度变大时，横截面向南移动，圆的半径一直变大直到到达球体的赤道，对应于180度的旋转角。继续往南移动，圆的半径会变小，对应于旋转角度的绝对值变小。最终，到达南极点之后，圆环又归于一点。虽然这里只考虑xy平面内的旋转，通过这种可视化，三维旋转的很多特性和表示方法都可以显示出来。
旋转矩阵式连续的，每个旋转都有一个与其几乎相同的近邻，当取的近邻足够小时变成平的。

## 别名
另外，每个旋转都可以用球面上的两个对极点表示，就是通过球心的连线的另一端。这表明每个旋转都可以用关于某个轴旋转某个角度，或者关于相反的轴旋转相反的角度（就是所谓的复叠）。圆环所处的“纬度”是旋转角度的一般，因为从北极到南极，纬度值一共改变了180度，而旋转的角度可以从0度到360度。“经度”则用来表示xy平面内的转轴。但是这样形成的旋转集合并不是封闭的。
两个连续的绕xy平面内转轴的旋转的复合不一定形成一个转轴在xy平面内的旋转，因此这个旋转就不能在三维球面上表示了。这和三维空间内的旋转不同，其旋转在复合下是封闭的。
这种可视化可以扩展到三维空间的旋转。单位旋转式一个点，一个小角度的旋转可以表示为一个小半径的球面。当旋转的角度增大时，球面也变大，知道旋转角度到达180度，从这里开始球面开始随角度变大而收缩，到360度时重新回到一个点（也可以理解为负向的0度）。这一系列扩张和收缩的球面组成了四维空间内的超球面（一个三维球面）。
就像绕xy平面轴旋转的简单例子一样，每个超球面上点都和其对极点想对应。超球面的“纬度”代表着旋转角度的一半，随着领域每个点的领域都变得越来越“平”（可以利用三维欧几里得空间的点表示）。
这种现象与用单位四元数表示旋转的方式相吻合：一个四元数代表四维空间内的一个点，将其长度约束为1后就可以得到四维空间的球面，也就是一个三维空间。单位四元数具有单位长度，对应于超球面的单位半径。
单位四元数的向量部分表示旋转轴所对应的二维球面，其强度对应于旋转角度一半的正弦值。每个旋转都可以用两个符号相反的单位四元数表示，而且对于三维旋转空间来说，两个单位四元数的四元积产生一个新的单位四元数。另外，当领域无穷小时，单位四元数空间也变得越来越“平”。